# Diocesi di Prizren-Pristina

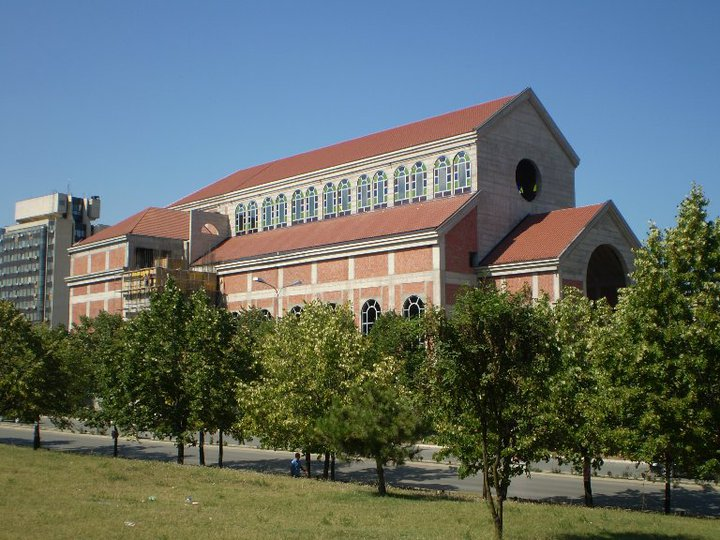
La concattedrale di Santa Madre Teresa di Pristina.

La diocesi di Prizren-Pristina (in latino: Dioecesis Prisrensis-Priscensis) è una sede della Chiesa cattolica in Kosovo immediatamente soggetta alla Santa Sede. Nel 2021 contava 59.000 battezzati su 1.862.500 abitanti. È retta dal vescovo Dodë Gjergji.

## Territorio
La diocesi comprende tutto il Kosovo.
Sede vescovile è la città di Prizren, dove si trova la cattedrale della Madonna del Perpetuo Soccorso. A Pristina sorge la concattedrale di Santa Madre Teresa, inaugurata il 5 settembre 2017.
Il territorio è suddiviso in 25 parrocchie, raggruppate in 4 decanati, Prizren, Pristina, Đakovica (Gjakovë) e Pejë.

## Storia
La diocesi di Prizren fu probabilmente eretta nel V secolo, anche se i riscontri documentali sono piuttosto tenui, limitandosi a menzionare un Paulus episcopus Prinatenus, che sottoscrisse nel 458 la lettera dei vescovi della provincia dell'Epiro Nuovo all'imperatore Leone in seguito all'uccisione del patriarca Proterio di Alessandria. Si ipotizza che questa sede possa essere erede di Giustiniana Seconda (che prima aveva il nome di Ulpiana) che fu distrutta nelle invasioni barbariche.
Nei secoli seguenti della diocesi si perde ogni traccia, fino a quando nel 1020 non è menzionata nuovamente. In questo periodo era suffraganea di Ocrida e dopo lo scisma interruppe la piena comunione con la Chiesa d'occidente. Comunque fino al XII secolo era sicuramente attiva ed era suffraganea dell'arcidiocesi di Antivari.
Dopo l'inizio del Duecento inizia un nuovo periodo di decadenza e di oscurità in seguito alla presenza dei Serbi prima e dei Turchi poi.
Nel 1618 papa Paolo V nomina un vescovo per Prizren e dal 1622 la diocesi è posta sotto la tutela della Congregazione di Propaganda Fide.
Nella seconda metà del XVII secolo era suffraganea dell'arcidiocesi di Durazzo (oggi arcidiocesi di Tirana-Durazzo). All'inizio del XVIII secolo fu nominato l'ultimo vescovo, dopo il quale di questa diocesi non si conosce più nulla.
Nel 1933 il titolo Prisrianensis fu annoverato tra le sedi vescovili titolari della Chiesa cattolica, fino al 2 ottobre 1969 quando, in forza della bolla Ad Ecclesiam Christi di papa Paolo VI, fu unito alla diocesi di Skopje, che mutò il proprio nome in quello di Skopje-Prizren. Contestualmente la chiesa della Madonna del Perpetuo Soccorso di Prizren fu eretta a concattedrale della diocesi di Skopje-Prizren.
L'amministrazione apostolica di Prizren (Administratio apostolica Prisrianensis) fu eretta il 24 maggio 2000 con la bolla Apostolicum munus di papa Giovanni Paolo II in seguito alla divisione della diocesi di Skopje-Prizren, da cui ha tratto origine anche la diocesi di Skopje.
Il 5 settembre 2018 l'amministrazione apostolica è stata elevata al rango di diocesi, con il nome attuale, in forza della bolla Demandatum Nobis di papa Francesco.

## Cronotassi dei vescovi
Si omettono i periodi di sede vacante non superiori ai 2 anni o non storicamente accertati.
- Petar Katić † (12 febbraio 1618 - marzo 1622 deceduto)
  - Sede vacante (1622-1651)
- Franjo Svimirović, O.F.M.Obs. † (27 febbraio 1651 - 20 marzo 1656 nominato arcivescovo di Acrida)
  - Giovanni Felice Bernabei, O.F.M.Conv. † (5 novembre 1689 - 26 dicembre 1702 deceduto) (vescovo titolare)[4]
  - José Antonio Jaspe Montenegro † (18 marzo 1705 - ?) (vescovo titolare)[5]
  - Ivan Romanov † (6 luglio 1942 - 8 gennaio 1953 deceduto) (vescovo titolare)[6]
  - Sede vacante (XVII secolo - 1969)
  - Sede unita alla diocesi di Skopje (1969-2000)
- Marko Sopi † (24 maggio 2000 - 11 gennaio 2006 deceduto)
- Dodë Gjergji, dal 12 dicembre 2006

## Statistiche
La diocesi nel 2021 su una popolazione di 1.862.500 persone contava 59.000 battezzati, corrispondenti al 3,2% del totale.
| anno | popolazione | popolazione | popolazione | presbiteri | presbiteri | presbiteri | presbiteri                | diaconi | religiosi | religiosi | parrocchie |
| anno | battezzati  | totale      | %           | numero     | secolari   | regolari   | battezzati per presbitero | diaconi | uomini    | donne     | parrocchie |
| ---- | ----------- | ----------- | ----------- | ---------- | ---------- | ---------- | ------------------------- | ------- | --------- | --------- | ---------- |
| 2000 | 60.000      | 2.000.000   | 3,0         | 50         | 44         | 6          | 1.200                     |         | 12        | 96        | 23         |
| 2001 | 65.000      | 2.100.000   | 3,1         | 53         | 47         | 6          | 1.226                     |         | 10        | 66        | 23         |
| 2002 | 65.000      | 2.100.000   | 3,1         | 55         | 49         | 6          | 1.181                     |         | 10        | 67        | 23         |
| 2004 | 65.000      | 2.100.000   | 3,1         | 55         | 47         | 8          | 1.181                     |         | 10        | 79        | 23         |
| 2007 | 65.000      | 2.100.000   | 3,1         | 53         | 50         | 3          | 1.226                     |         | 5         | 83        | 23         |
| 2008 | 65.000      | 2.100.000   | 3,1         | 64         | 59         | 5          | 1.015                     |         | 50        | 83        | 23         |
| 2012 | 66.800      | 2.160.000   | 3,1         | 62         | 57         | 5          | 1.077                     |         | 8         | 85        | 24         |
| 2017 | 58.000      | 1.800.000   | 3,2         | 52         | 40         | 12         | 1.115                     |         | 13        | 91        | 25         |
| 2019 | 58.000      | 1.831.000   | 3,2         | 53         | 44         | 9          | 1.094                     |         | 10        | 89        | 25         |
| 2021 | 59.000      | 1.862.500   | 3,2         | 50         | 41         | 9          | 1.180                     |         | 10        | 89        | 25         |